# Camponotus fugax
Camponotus fugax é uma espécie de inseto do gênero Camponotus, pertencente à família Formicidae.